# The Hi De Ho Man
Pour les articles homonymes, voir HI, De, Ho et Man.
Clip vidéo
[vidéo] « The Hi De Ho Man - Cab Calloway (1934) », sur YouTube
[vidéo] « Minnie the Moocher - Cab Calloway (1932) », sur YouTube
[vidéo] « Zaz Zuh Zaz - Cab Calloway », sur YouTube
The Hi De Ho Man ou The Hi De Ho Man (That's Me) ou The Hi-De-Ho Miracle Man est un standard de jazz-scat composé par Buster Harding (en) et Jack Palmer (en), et écrit par Cab Calloway, repris et adapté de ses tubes Minnie the Moocher de 1931, et Zaz Zuh Zaz de 1933. Ce titre emblématique de sa carrière lui vaut le surnom « The Hi De Ho Man ». Il le reprend avec succès avec son Cotton Club big band jazz dans quelques films, dont Cab Calloway's Hi-De-Ho (en) (1934), Hi-De-Ho (1937), et Hi-De-Ho (en) (1947).

## Histoire

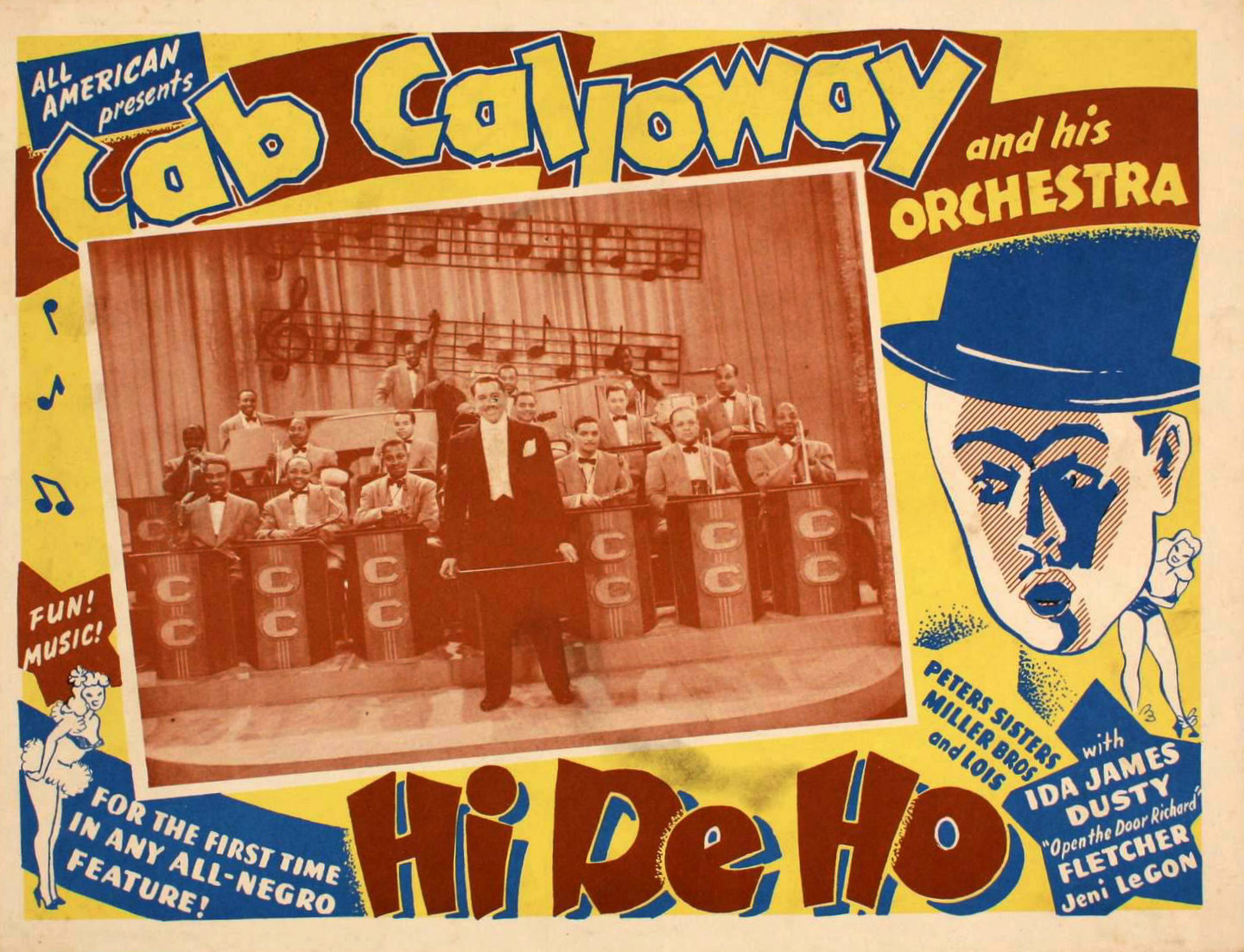
Affiche du film Hi-De-Ho (1947).

Cab Calloway devient une star internationale de jazz avec son tube emblématique Minnie the Moocher de 1931, vendu à plus d'un million d'exemplaires dans le monde (suivi entre autres de The Scat Song de 1932, et Zaz Zuh Zaz de 1933). Il l'interprète avec un important succès sur les scènes de music-hall avec son big band jazz, ses costumes zoot suit, son célèbre jeu de scène chorégraphique caractéristique humoristique, et ses célèbres tirades de scat « Ha-Dee Ha-Dee Ha Dee-Ha, Hi-dee hi-dee hi-dee hi, Whoa-a-a-a-ah, Hee-dee-hee-dee-hee-dee-hee... » reprises en cœur avec enthousiasme par son public,,,,,. Il est alors surnommé « The Hi De Ho Man ».  

## Reprises
Cab Calloway reprend et adapte ce tube durant sa carrière avec quelques variantes de musique et de paroles, et pour quelques musiques de films,,,.
Zaz Zuh Zaz (1933) de Cab Calloway, inspire les titres Je suis swing (1938) et Ils sont zazous (1942) de Johnny Hess (partenaire du début de la carrière de Charles Trenet) qui inspire la mode « french-jazz-zazou-parisienne » sous l'occupation de la France par l'Allemagne pendant la Seconde Guerre mondiale .

## Cinéma et télévision
- 1934 : Cab Calloway's Hi-De-Ho (en), court métrage musical de Fred Waller (en)[16],[17],[18]
- 1937 : Hi De Ho, de Roy Mack, avec Cab Calloway dans son propre rôle[19].
- 1947 : Hi-De-Ho (en), de Josh Binney (en), avec Cab Calloway dans son propre rôle[20],[21].